# Norråker
Norråker ist ein Ort (småort) in der schwedischen Provinz Jämtlands län und der historischen Provinz Jämtland.
Der Ort in der Gemeinde Strömsund liegt am See Tåsjön und ist der Knotenpunkt mehrerer Straßen, der sekundären Länsväger Z 814, Z 998, Z 1002 und Z 1017. Norråker liegt etwa achtzig Kilometer nördlich des Hauptortes der Gemeinde, Strömsund; bis zum nächstgelegenen Tätort Hoting an der Inlandsbahn sind es fünfzig Kilometer.
Norråker wurde noch bis 1990 als Tätort gelistet, hat unter starkem Einwohnerverlust zu leiden und hat nun keine hundert Einwohner mehr.